# سهوب بونتيك - قزوين

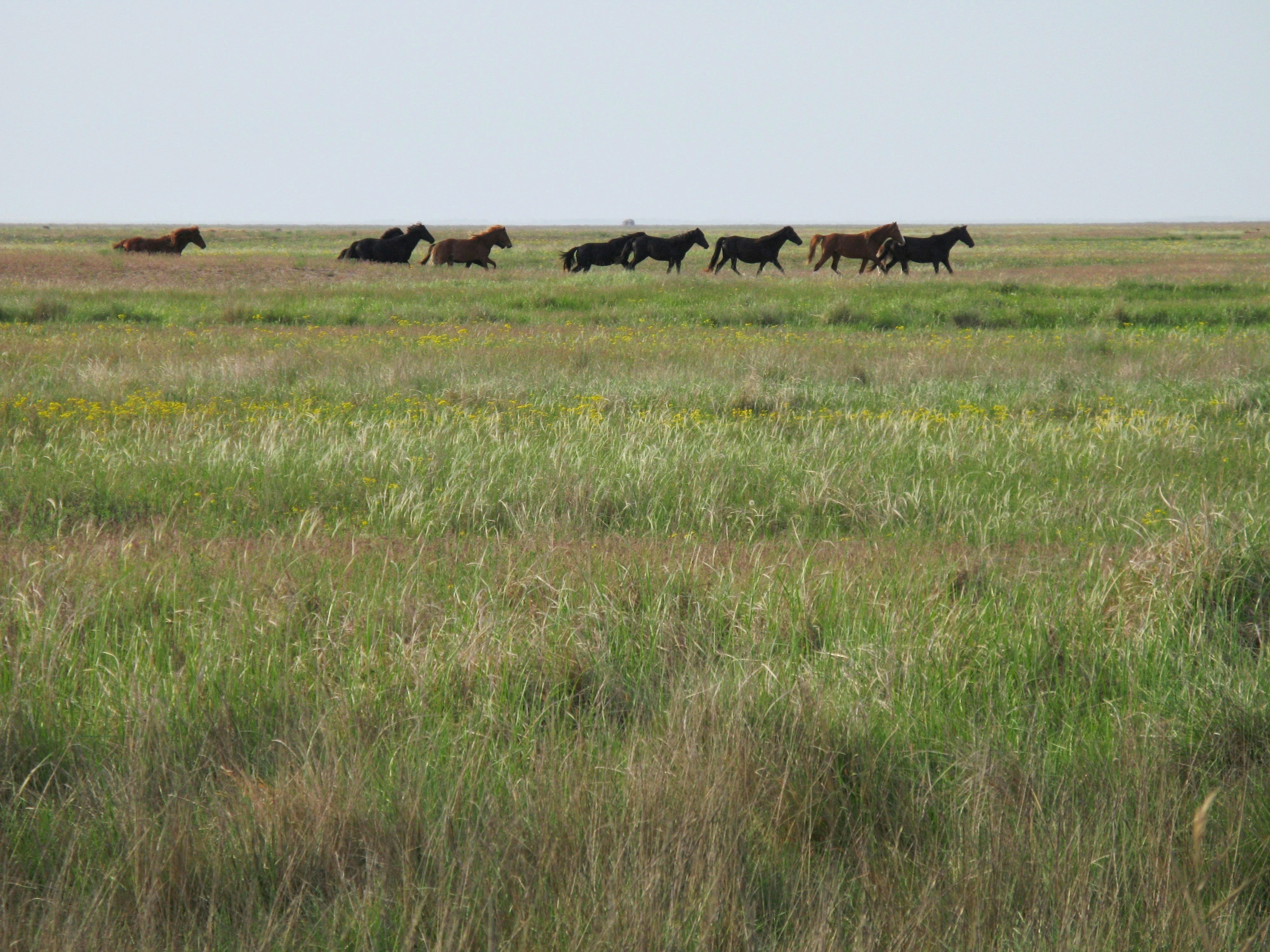
السهوب في منتزه آزوف-سيفاش الوطني الطبيعي ، أوكرانيا

السُّهُوبُ البُنْطِيَّةُ وتوصف أيضا بالبُنْطِيَّةِ القَزْوِينِيَّةِ وهي مناطق إحيائية تمتد من الشواطئ الشمالية للبحر الأسود وشرقا حتى بحر قزوين من دبروجة في الركن الشمالي الشرقي من بلغاريا وجنوب شرق رومانيا عبر ملداوة وشرق أوكرانيا وشمال القوقاز الروسي ومناطق الفولغا الجنوبية والسفلى إلى غرب قازاقستان المتاخمة لسهوب قازاقستان إلى الشرق وكلاهما يشكلان جزءًا من السهوب الأوراسية الكبرى، وهي جزء من المنطقة القطبية الشمالية القديمة و المراعي المعتدلة والسافانا ومناطق الأدغال الإحيائية . عبر عدة آلاف من السنين استخدمت السهوب من قبل العديد من قبائل الفرسان الرحل، والكثير منهم ذهب لغزو الأراضي في المناطق المستقرة في أوروبا وغرب آسيا وجنوب آسيا.
يستخدم مصطلح منطقة بونتيك - بحر قزوين في الجغرافيا الحيوية للإشارة إلى النباتات والحيوانات التي تعيش في هذه السهوب بما في ذلك الحيوانات من البحر الأسود وبحر قزوين وبحر آزوف. حددت الأبحاث الجينية هذه المنطقة على أنها أكثر الأماكن المحتملة التي ظهر فيها استئناس الخيول لأول مرة.

## أنظر أيضًا
بنطس